# Glória (oração)

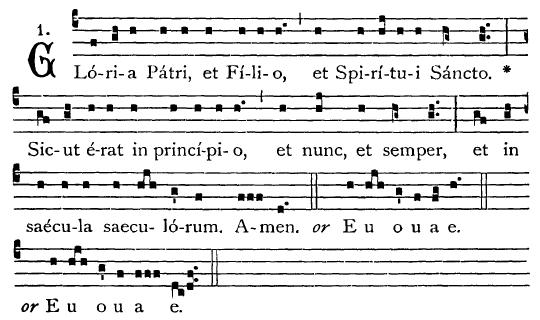
Uma peça de um Canto gregoriano em notação neumática do Gloria Patri do Liber Usualis, com dois euouae no final

Gloria Patri, também conhecida como a Glória ao Pai ou, coloquialmente, a Glória, é uma doxologia, um hino curto de louvor a Deus em várias liturgias cristãs. Também é referida como a Doxologia Menor (Doxologia Menor) ou Doxologia Menor, para distingui-la da Grande Doxologia, a Glória em Excelsis Deo.
As primeiras doxologias cristãs são dirigidas a Deus,o Pai, ou a ele "através" (διὰ) do Filho, ou ao Pai e ao Espírito Santo com (μετά) o Filho, ou ao Filho com (σάνν) o Pai e o Espírito Santo.
A doxologia trinitária dirigida de forma paralela a todas as três Pessoas Divinas da Trindade, unidas por e (καί), como na forma de batismo, Mateus 28:19, tornou-se universal no cristianismo niceno, que se tornou dominante com o Decreto de Tessalônica de 380.

## Versão latina
As palavras em latim são como se segue:
Gloria Patri, et Filio, et Spiritui sancto.

Sicut erat in principio, et nunc, et semper

et in saecula saeculorum, Amen.
Tradução do latim:
Glória ao Pai, ao Filho e ao Espírito Santo,

assim como era no princípio, agora e sempre e pelos séculos dos séculos,

Amém".

## Versão grega
As palavras em grego são como se segue:
Δόξα Πατρὶ καὶ Υἱῷ καὶ Ἁγίῳ Πνεύματι,

καὶ νῦν καὶ ἀεὶ καὶ εἰς τοὺς αἰῶνας τῶν αἰώνων. Ἀμήν.
Glória seja para o Pai
Glória ao Pai, ao Filho, e ao Espírito Santo,
Tanto agora como sempre, e até as eras das eras. Amém.
A segunda parte da versão grega é, ocasionalmente, levemente modificada e outros versos às vezes são introduzidos entre as duas metades.

## Versões em inglês
A seguinte forma tradicional é a mais comum no uso anglicano:
Glory be to the Father, and to the Son:
and to the Holy Ghost;
As it was in the beginning, is now, and ever shall be:
world without end. Amen.
Tradução
Glória seja para o Pai, e para o Filho:
e para o Espírito Santo;
Como era no início, é agora, e sempre será:
mundo sem fim. Amém.
As traduções de semper como "sempre será", e em sæcula sæculorum como "mundo sem fim" datam pelo menos do Livro de Oração Comum de Tomás Cranmer.
A Igreja Católica nos países de língua inglesa usa a mesma tradução anglicana, mas substitui "Holy Ghost" por "Holy Spirit", como em The Divine Officea edição da Liturgia do Horário usada na maioria dos países de língua inglesa fora dos Estados Unidos. Adoração Divina: O Missal, publicado pela Santa Sé em 2015 para uso sob a Constituição Apostólica Anglicanorum Coetibus permite que "Holy Ghost" e  "Holy Spirit" sejam usados intercambiavelmente. 
Em 1971, a Consulta Internacional sobre Textos em Inglês (ICET) foi utilizada desde 1971:
Glória ao Pai, ao Filho e ao Espírito Santo:
como era no início, é agora, e será para sempre. Amém.
Isso foi adotado na publicação, Liturgia of the Hours (Catholic Book Publishing Company), mas não entrou em uso popular por católicos leigos. É encontrado também em algumas publicações anglicanas e luteranas.
Uma variante encontrada em Adoração Comum tem "will" ao invés de "shall":
Glory to the Father and to the Son
and to the Holy Spirit;
as it was in the beginning is now
and will be for ever. Amen.
A doxologia no uso das Igrejas Ortodoxas e Católicas gregas de Língua Inglesa, segue a forma grega, da qual uma tradução em inglês é:
Glory to God, Source of all being,
Eternal Word and Holy Spirit;
as it was in the beginning is now
and shall be for ever. Amen.
A tradução da forma grega usada pela Igreja Católica Grega Melkita nos Estados Unidos é:
Glory be to the Father, and to the Son, and to the Holy Spirit,
now and always and forever and ever. Amen